# Kilcoy
Kilcoy – miasto w Australii, w stanie Queensland.